# ジョヴァンニ・コスタ
ジョヴァンニ・コスタ（Giovanni Costa 、別名: Nino、1826年10月15日 - 1903年1月31日）はイタリアの画家である。1848年から1849年のジュゼッペ・ガリバルディが率いたイタリア統一運動の熱心な参加者でもあった。

## 略歴
ローマで生まれた。父親はジェノヴァ県、サンタ・マルゲリータ・リーグレ出身の毛織物工場の工場主として財をなした人物である。古典的な教育を受け、ローマの美術作品に魅せられ絵を描くようになった。モンテフィアスコーネのイエズス会の学校で学び、1848年に父親が亡くなった後、伝統ある学校、Collegio Bandinelliに移り、デュランティニ(Luigi Durantini)に絵を学んだ。カムッチーニ(Vincenzo Camuccini)の工房でしばらく学んだ後、ローマのアカデミア・ディ・サン・ルカに入学し、フランチェスコ・コゲッティ(Francesco Coghetti)やフランチェスコ・ポデスティ(Francesco Podesti)、フィリッポ・アグリコーラ(Filippo Agricola)に学んだ。
イタリア統一の有力な同調者であったので、1848年に、ガリバルディの率いる共和国軍に加わり、1849年に成立したローマ共和国では評議員になったが、共和国軍はフランス軍に敗れ、1850年から1851年の間、コスタはナポリに亡命を余儀なくされた。
ナポリでは近郊の海岸の風景を描いた「ポジッリポ派」と呼ばれる画家たちと知り合うことになった。ラツィオ州のアリッチャにも滞在し、ナザレ派のヨハン・フリードリヒ・オーファーベックやペーター・フォン・コルネリウスといったの画家や象徴主義のアルノルト・ベックリンや風景画家のオスヴァルト・アッヒェンバッハなど、イタリアを訪れた外国の画家たちと知り合い影響を受けたとされる。
1858年から1860年の間はアメリカ出身の画家、エリュー・ヴェッダーとイタリアの田舎を巡る旅をするが、父親からの資金援助を打ち切られ旅は終わった。
1859年に第二次イタリア独立戦争が始まると再び独立のために、サルデーニャ王国軍に入隊し戦ったがこの時の戦争は4か月で講和が結ばれた。その後も1870年のローマ占領まで、イタリア統一運動への参加とイタリア国外での活動を含む画家としての活動を並行して行っていくことになった。
1861年から1862年の間、パリに初めて旅し、サロンに出展し、パリの画家たちから賞賛を受けた。1862年にはイギリスを訪れ、イギリスではフレデリック・レイトンやエドワード・バーン＝ジョーンズ、ジョージ・フレデリック・ワッツと活動した。1860年にサルデーニャ王国に併合されたトスカーナ大公国のフィレンツェに1867年から住み、フィレンツェを拠点とする「マッキア派」の画家たちとも交流した。1870年のイタリア軍のローマ占領に参加しその後はトラステヴェレの地方議員に選ばれた。
多くの美術家グループの結成に関わり、1875年に「Golden Club」、1878年に「Circolo degli Italiani」、1883年に「Scuola Etrusca」、1883年に「In arte libertas」を創立した。

## 作品

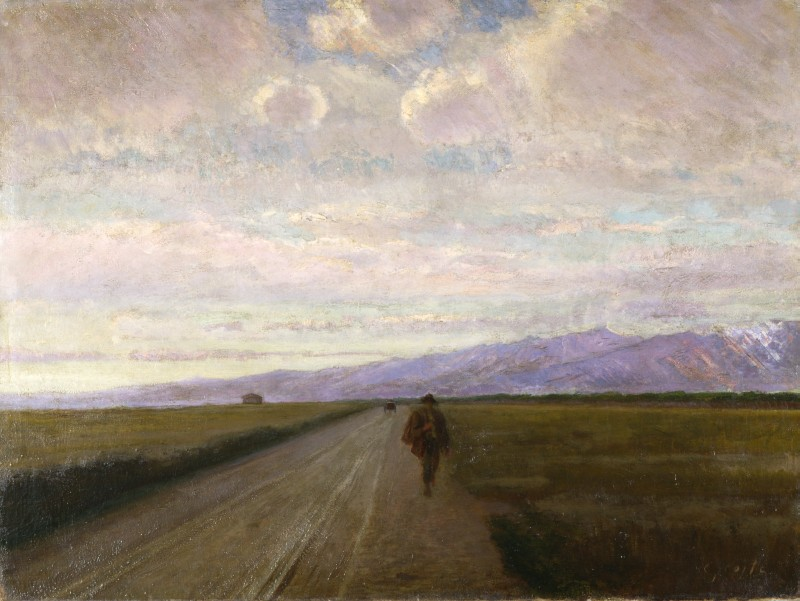
「平原の道」(1890)
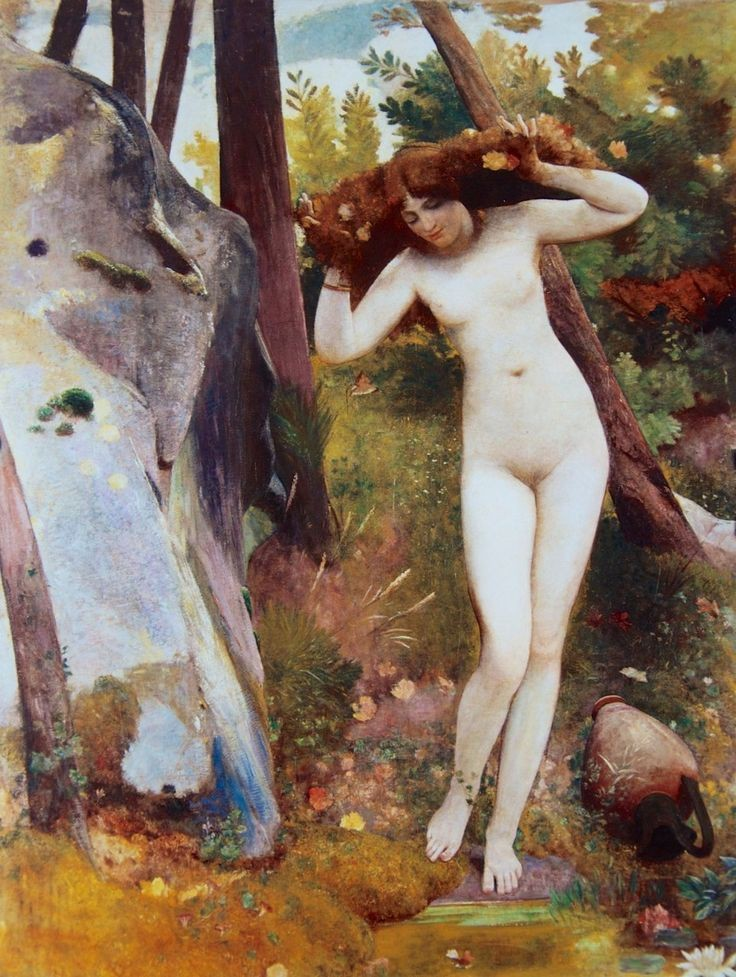
「森の妖精」
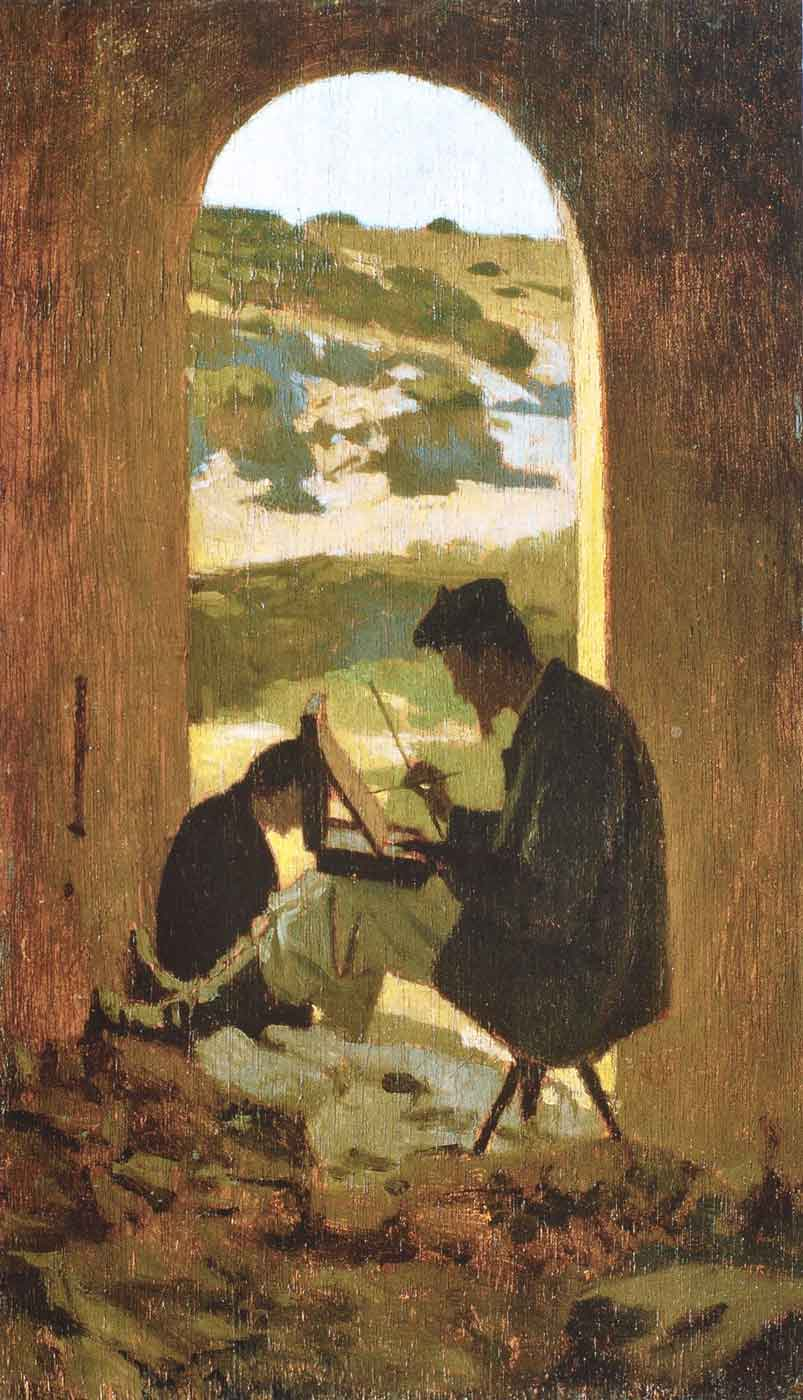
「カンパーニャ」(1855)

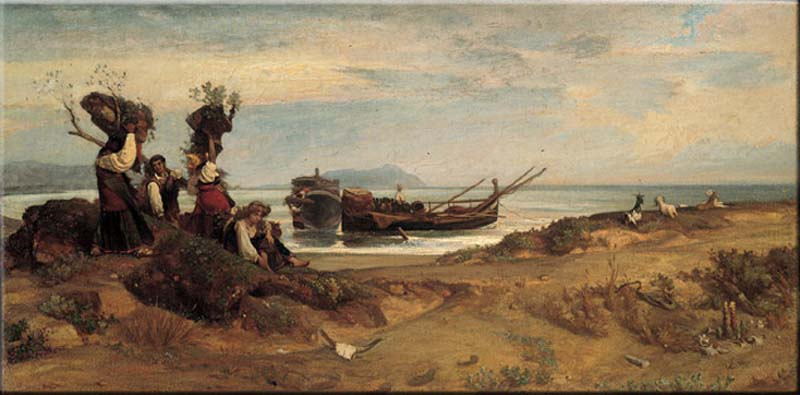
アンツィオの港で材木を運ぶ女性
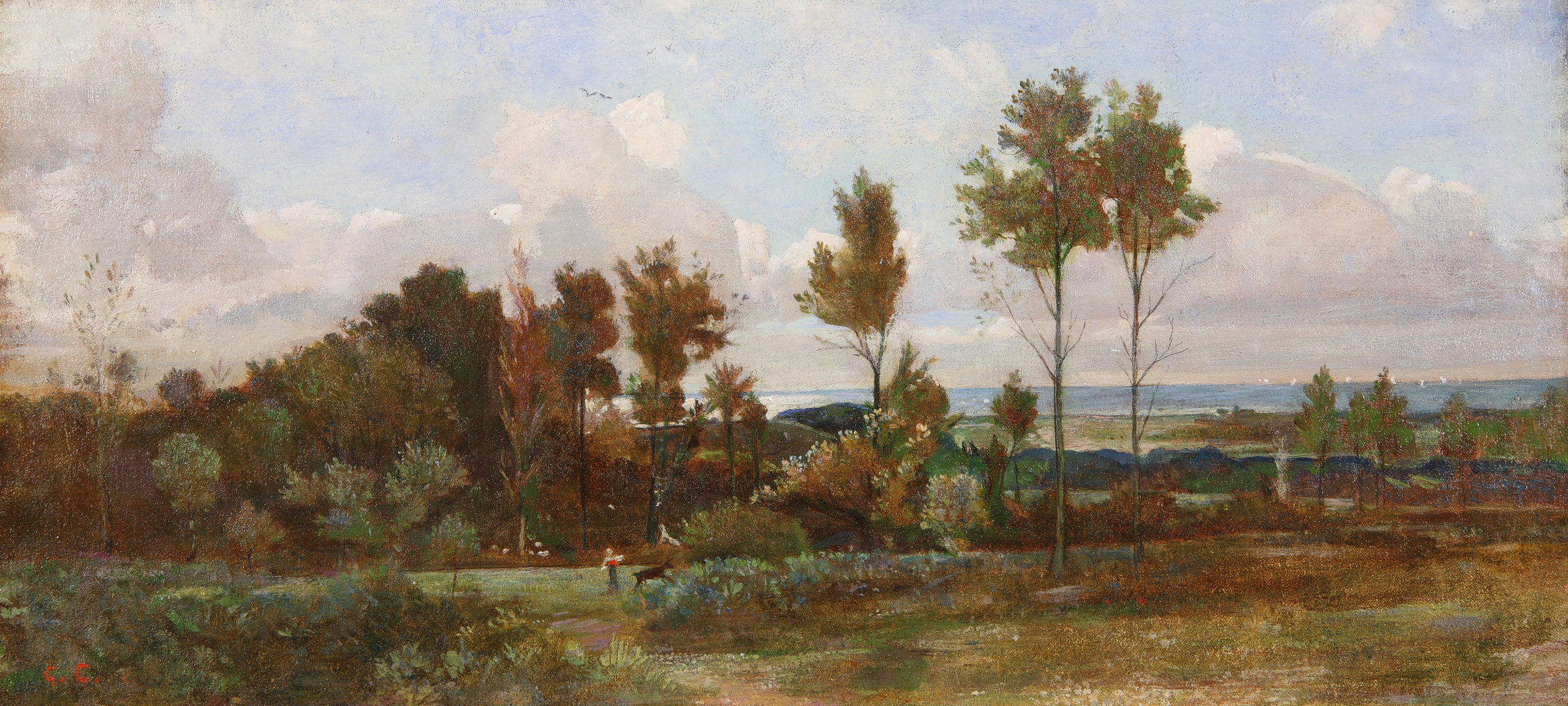
海辺の風景　(1885)